# Nelson Sale Kilifa
Nelson Sale Kilifa (ur. 7 października 1986) – piłkarz z Wysp Salomona grający na pozycji obrońcy. Od 2010 roku gra w klubie Amicale FC.

## Kariera klubowa
Karierę piłkarską Kilifa rozpoczął w klubie Koloale FC ze stolicy kraju Honiary. W 2004 roku zadebiutował w nim w pierwszej lidze Wysp Salomona. Grał w nim do 2006 roku.
W 2007 roku Kilifa odszedł do nowozelandzkiego klubu YoungHeart Manawatu. Po pół roku gry w nim wrócił na Wyspy Salomona i został zawodnikiem Makuru FC.
W 2008 roku Kilifa ponownie został zawodnikiem YoungHeart Manawatu, a w trakcie sezonu 2008/2009 przeszedł do Auckland City. W sezonie 2008/2009 został z nim mistrzem kraju oraz wygrał Ligę Mistrzów Oceanii.
W 2010 roku Kilifa przeszedł do vanuackiego zespołu Amicale FC. W sezonie 2010/2011 wywalczył z nim tytuł mistrza Vanuatu.

## Kariera reprezentacyjna
W reprezentacji Fidżi Kilifa zadebiutował 3 kwietnia 2004 roku w wygranym 2:1 towarzyskim meczu z Vanuatu.